# 伯禽
伯禽（はくきん、? - 紀元前997年）は、魯の初代君主。姓は姫、名は伯禽。父は周公旦。魯公（ろこう）・公伯禽（こうはくきん）としても知られる。

## 経歴
文王の四男で、初代武王の同母弟であり、周王朝の政治家である周公旦の子として生まれる。
父の周公旦は周の摂政として周に残ったため、子の伯禽は現在の中国山東省南部の魯に「魯公」として派遣された。
魯の君主就任後（紀元前1042年?）に管叔鮮・蔡叔度を指揮官とする反乱が国内で起こり、これを収めて魯に平定をもたらし、服喪三年の定めを取り決めなど魯の風習を改定したという。尚、紀元前997年に君主の座を子の「考公」に譲っている。